# Ṅ
De Ṅ (onderkast: ṅ) is een in het Latijns alfabet voorkomende letter. De letter wordt gevormd door het karakter N met een daarboven geplaatst punt.
De Ṅ geeft in een aantal talen de velaire neusklank [ŋ] (de klank die in het Nederlands als ng wordt geschreven) weer. Dit is het geval in het Igbo en Emiliaans-Romagnools.
Verder wordt de Ṅ, met dezelfde klankwaarde, gebruikt bij de transcriptie van enkele Zuid-Aziatische talen volgens het "Internationaal Alfabet van Sanskriet-transliteratie". Afhankelijk van de taal stemt de letter overeen met de letters ङ / ঙ / ਙ / ઙ / ଙ / ங / ఙ / ಙ / ങ / ඞ. Ook translitereert de ISO-9-norm de cyrillische letter Ҥ met een Ṅ.

## Weergave op de computer
In Unicode vindt men de Ṅ en ṅ in het "Latin-Extended Additional" blok onder de codes U+1E44 (hoofdletter) en U+1E45 (onderkast).
In TeX worden de Ṅ en ṅ weergeven door respectievelijk \.N en \.n te gebruiken.